# العلاقات الليتوانية النيوزيلندية
العلاقات الليتوانية النيوزيلندية هي العلاقات الثنائية التي تجمع بين ليتوانيا ونيوزيلندا.

## مقارنة بين البلدين
هذه مقارنة عامة ومرجعية للدولتين:
| وجه المقارنة                                              | ليتوانيا                                                    | نيوزيلندا                                              |
| --------------------------------------------------------- | ----------------------------------------------------------- | ------------------------------------------------------ |
| المساحة (كم2)                                             | 65.30 ألف                                                   | 268.02 ألف                                             |
| عدد السكان (نسمة)                                         | 2.79 مليون                                                  | 4.24 مليون                                             |
| الكثافة السكانية (ن./كم²)                                 | 42.73                                                       | 15.82                                                  |
| العاصمة                                                   | فيلنيوس، كاوناس                                             | ويلينغتون، أوكلاند                                     |
| اللغة الرسمية                                             | اللغة الليتوانية                                            | لغة إنجليزية، اللغة الماورية، لغة الإشارة النيوزيلندية |
| العملة                                                    | ليتاس ليتواني، يورو                                         | دولار نيوزيلندي، الجنيه النيوزيلندي                    |
| الناتج المحلي الإجمالي (بليون دولار)                      | 47.17 مليار                                                 | 205.85 مليار                                           |
| الناتج المحلي الإجمالي (تعادل القوة الشرائية) بليون دولار | 84.06 مليار                                                 |                                                        |
| الناتج المحلي الإجمالي الاسمي للفرد دولار أمريكي          | 14.15 ألف                                                   |                                                        |
| الناتج المحلي الإجمالي للفرد دولار أمريكي                 | 27.69 ألف                                                   |                                                        |
| مؤشر التنمية البشرية                                      | 0.839                                                       | 0.914                                                  |
| رمز المكالمات الدولي                                      | +370                                                        | +64                                                    |
| رمز الإنترنت                                              | .lt                                                         | .nz                                                    |
| المنطقة الزمنية                                           | ت ع م+02:00، ت ع م+03:00، أوروبا/فيلنيوس ‏، توقيت شرق أوروبا | ت ع م+13:00، ت ع م+12:00                               |

## منظمات دولية مشتركة
يشترك البلدان في عضوية مجموعة من المنظمات الدولية، منها:
| علم المنظمة | اسم المنظمة                               | تاريخ انضمام ليتوانيا | تاريخ انضمام نيوزيلندا |
| ----------- | ----------------------------------------- | --------------------- | ---------------------- |
|             | البنك الدولي للإنشاء والتعمير             | 6 يوليو 1992          | 31 أغسطس 1961          |
|             | منظمة التجارة العالمية                    | ?                     | ?                      |
|             | المركز الدولي لتسوية المنازعات الاستشارية | 5 أغسطس 1992          | 2 مايو 1980            |
|             | منظمة حظر الأسلحة الكيميائية              | ?                     | ?                      |
|             | الأمم المتحدة                             | 17 سبتمبر 1991        | 24 أكتوبر 1945         |
|             | منظمة التعاون الاقتصادي والتنمية          | 5 يوليو 2018          | ?                      |
|             | منظمة الشرطة الجنائية الدولية             | ?                     | ?                      |
|             | مجموعة الموردين النوويين                  | ?                     | ?                      |
|             | وكالة ضمان الاستثمار متعدد الأطراف        | 8 يونيو 1993          | 22 أبريل 2008          |
|             | مؤسسة التنمية الدولية                     | 23 سبتمبر 2011        | 1 أكتوبر 1974          |
|             | يونسكو                                    | 7 أكتوبر 1991         | 4 نوفمبر 1946          |
|             | مؤسسة التمويل الدولية                     | 15 يناير 1993         | 31 أغسطس 1961          |
|             | الاتحاد البريدي العالمي                   | ?                     | ?                      |
|             | الاتحاد الدولي للاتصالات                  | 1 يوليو 1923          | 3 يونيو 1878           |

## وصلات خارجية
- موقع وزارة الخارجية الليتوانية
- موقع وزارة الخارجية النيوزيلندية